# Versonnex, Ain

Versonnex este o comună în departamentul Ain din estul Franței.